# ナディア・ラオウイ
ナディア・ラオウイ（Nadia Raoui、1985年6月2日 - ）は、ドイツの女性プロボクサー。ノルトライン＝ヴェストファーレン州ヘルネ出身。

## 来歴
ムエタイ・キックボクシングからプロボクシングに転向し、2006年11月11日、ヴッパータールでエリナ・ティッセンと対戦し、4回判定勝ちを収めデビュー戦を白星で飾った。
2008年12月20日、チューリッヒのハレンシュタディオンでアイリーン・オルシェウスキーが持つWIBA世界フライ級王座に挑戦し、1-1（95-95、98-92、95-96）の判定で引き分けた為、王座獲得に失敗した。
2009年4月4日、デュッセルドルフのブルク・ヴェヒター・カステロでマリア・ローサ・ターブソとWIBA世界フライ級暫定王座決定戦を行い、3-0（100-90、97-93、100-91）の判定勝ちを収め王座獲得に成功した。
2010年4月24日、ハンブルクのシュポルトハレ・ハンブルクでWIBF・WBA・WBO女子世界フライ級王者スージー・ケンティキアンと対戦し、1-2（2者が94-96、96-95）の判定負けを喫しWIBF王座獲得、WBA王座獲得、WBO王座獲得に失敗した。この試合を最後に一度引退し、職業訓練を受けた。
2011年6月25日、ケルンのランクセス・アレーナでエフゲニヤ・ザブロツカヤと対戦し、3-0の判定勝ちを収め復帰戦を白星で飾った。
2011年12月2日、マンハイムのSAPアレーナでオクサナ・ロマノヴァと対戦し、3-0の判定勝ちを収め初防衛に成功した。 
2012年4月13日、ランクセス・アレーナでアイリーン・オルシェウスキーと対戦し、3-0（2者が98-93、100-90）の判定勝ちを収め2度目の防衛に成功した。
2012年9月1日、オーバーハウゼンのケーニッヒ・ピルスナー・アレーナで元WBC女子世界ライトフライ級王者のサムソン・トー・ブワマーッと対戦し、3-0（99-92、97-93、97-94）の判定勝ちを収め3度目の防衛に成功した。
2013年3月23日、マクデブルクのGETECアレーナでWBO・WIBF世界フライ級王者メリッサ・マックモローが持つに挑戦し、1-2（91-99、94-96、96-94）の判定負けを喫しWBO王座獲得、WIBF王座獲得に失敗した。

## 戦績
- キックボクシング：17戦 16勝 13KO 1敗[1]
- プロボクシング：18戦 15勝 3KO 2敗 1分

## 獲得タイトル
- WIBA世界フライ級暫定王座（防衛0⇒正規王座に認定）
- 第4代WIBA世界フライ級王座（防衛3）